# Classe Chippewa
La  Classe Chippewa fu una classe di vascelli di linea di primo rango da 100 cannoni che doveva prestare servizio nella zona dei Grandi Laghi in Nord America. Nessuno dei due esemplari impostati nel corso della guerra anglo-americana del 1812-1815 entrò mai in servizio nell'US Navy.

## Storia
La guerra con la Gran Bretagna del 1812 portò il Congresso americano a formulare una legge che avrebbe fornito la Marina degli Stati Uniti dei suoi primi vascelli di linea. L'Atto del 2 gennaio 1813 portò alla costruzione dei vascelli da 74 cannoni Independence, Franklin, Washington e Columbus. Queste unità vennero conosciute come classe Independence. Secondo alcune fonti essi vennero realizzati secondo un progetto modificato del 1799 di Joshua Humphreys.
Con un Atto supplementare del 3 marzo 1813 venne autorizzata la costruzione di due ulteriori vascelli da 74 cannoni che dovevano prestare servizio sui Grandi Laghi. Queste due unità vennero denominate New Orleans e Chippewa, il loro contratto concesso il 15 dicembre 1814 a Henry Eckford e Adam e Noah Brown. 
Le chiglie delle due navi furono posate nel gennaio 1815 a Sackett's Harbor, Lago Ontario, nello stato di New York. Il contratto prevedeva che i maestri costruttori navali... costruiranno o faranno costruire come di seguito stabilito, due navi di linea per trasportare da 74 a 100 cannoni ciascuna, come il Commodoro Chauncey potrà dirigere, e una fregata di lª classe più grande per l'uso di detti Stati Uniti. Henry Eckford e Adam e Noah Brown promisero ogni sforzo in loro potere per avere le suddette navi pronte per essere varate in primavera o non appena il ghiaccio lo permetteva e se possibile entro il 15 maggio prossimo.
Le due navi da guerra erano quasi completate quando nel marzo 1815 venne proclamata la pace con l'Inghilterra. Secondo i registri conservati presso l'Office of the Board of Navy Commissioners i vascelli New Orleans e Chippewa si stavano costruendo a Sacketts Harbour quando la pace fu conclusa in conseguenza della quale il loro ulteriore progresso nella costruzione fu arrestato.
Il vascello USS Chippewa aveva un dislocamento previsto di 2.948 tonnellate, era lungo 55,91 m, largo 17,31 m, e aveva un pescaggio di 5,41 m. L'armamento previsto era di 70 cannoni lunghi da 32 lb, 8 cannoni lunghi da 24 lb e 28 carronate da 42 lb. L'unità rimase sullo scalo sino al 1 novembre 1833, quando fu venduto per la demolizione.
Il vascello USS New Orleans aveva un dislocamento previsto di 2.805 tonnellate, era lungo 62,18 m, largo 17,07 m, e aveva un pescaggio di 5,41 m. L'armamento previsto era di 63 cannoni lunghi da 32 lb e 28 carronate da 42 lb. L'unità rimase sullo scalo sino al 24 settembre 1883 quando fu venduta per la demolizione a H. Wilkinson, Jr., di Syracuse.

### Annotazioni
1. ↑  Secondo fonti dell'epoca si dice che fossero costruite in 42 giorni.

### Fonti
1. 1 2 3  Chapelle 1949, p. 273.
2. 1 2 3 4 5 6 7  Hazegray.
3. ↑  Chapelle 1949, p. 339 , secondo Chapelle non vi sono prove che Henry Eckford fosse coinvolto nella costruzione del vascello New Orleans.
4. 1 2  Naval History and Heritage Command.
5. ↑  Chapelle 1949, p. 302 , secondo Chapelle la lunghezza del vascello New Orleans era di 64,62 m.
6. 1 2  Naval History and Heritage Command.